# شبكة (نظرية الزمر)

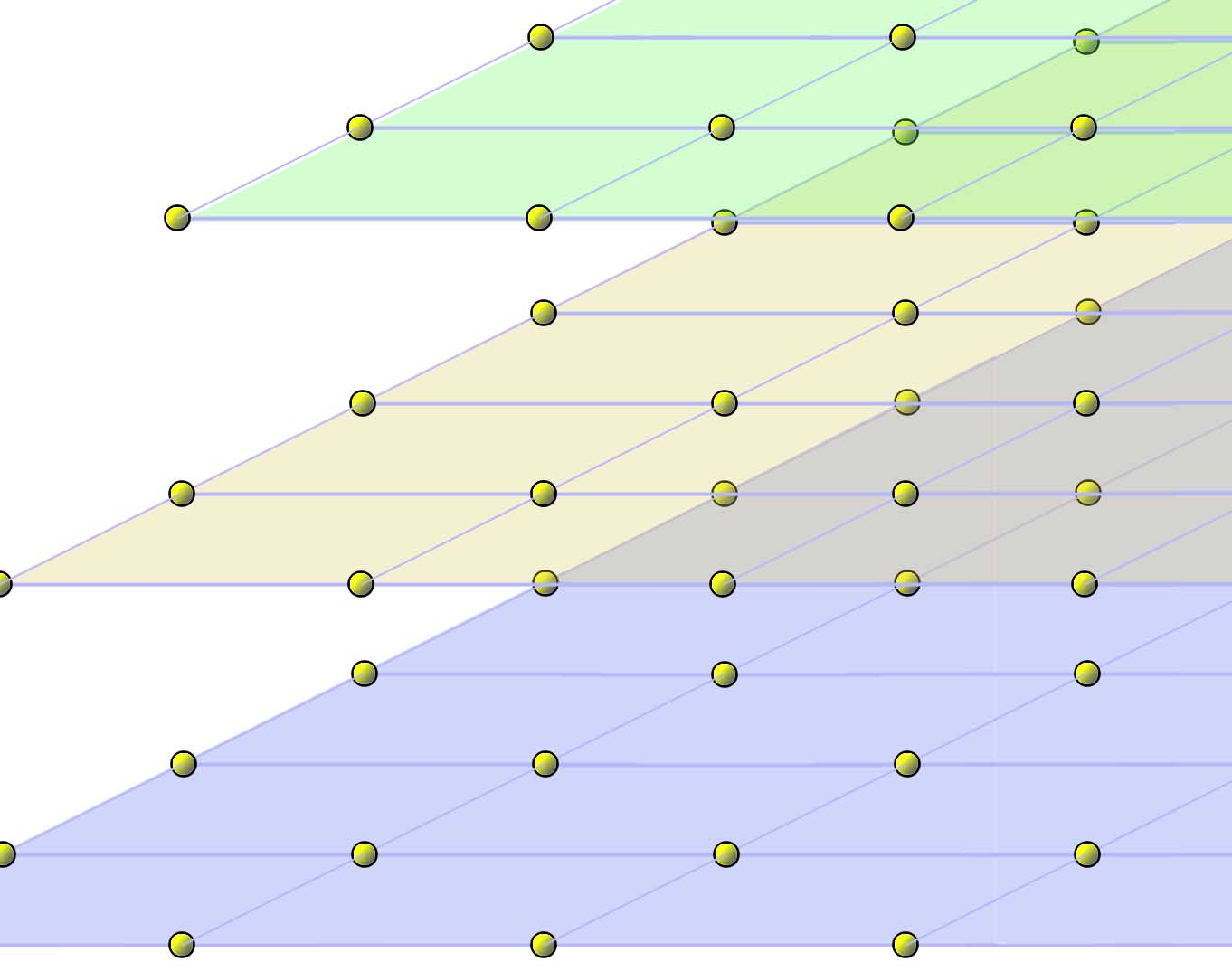

في الرياضيات، وبشكل أكثر تحديدًا في الهندسة ونظرية الزمر، الشَبَكة أو الشَبِيكة في فضاء Rn هو مجموعة جزئية متقطعة من الفضاء Rn تقوم بتمديد الفضاء المتجهي الحقيقي.